# Grzegorz Marciniszyn
Grzegorz Marciniszyn (ur. 22 maja 1977) – polski lekkoatleta, rekordzista Polski w skoku w dal.

## Życiorys
Uczestnik mistrzostw świata i Europy. Trzeci zawodnik superligi Pucharu Europy w roku 2001 (7,64 m). Trzykrotny mistrz Polski na stadionie w latach: 1998, 2000–2001; zdobywca 3 srebrnych (1997, 1999, 2004) i 2 brązowych medali (2002–2003). Marciniszyn jest także Pięciokrotnym halowym mistrzem Polski.
14 lipca 2001 podczas Meetingu w Formia poprawił o 1 cm liczący sobie 26 lat rekord Grzegorza Cybulskiego w skoku w dal, ustanawiając nowy rekord Polski wynikiem 8,28 m.